# Pleiocarpa pycnantha
Pleiocarpa pycnantha är en oleanderväxtart som först beskrevs av Karl Moritz Schumann, och fick sitt nu gällande namn av Otto Stapf. Pleiocarpa pycnantha ingår i släktet Pleiocarpa och familjen oleanderväxter. Inga underarter finns listade i Catalogue of Life.